# Dendrobium brevicaudum
Dendrobium brevicaudum är en orkidéart som beskrevs av David Lloyd Jones och Mark Alwin Clements. Dendrobium brevicaudum ingår i släktet Dendrobium, och familjen orkidéer.
Artens utbredningsområde är Queensland. Inga underarter finns listade i Catalogue of Life.